# Горная классификация
Горная классификация — в шоссейном велоспорте зачёт, где выявляется лучший горовосходитель многодневной велогонки.
На Тур де Франс на высшей точке каждого существенного подъёма очки начисляются первым добравшимся туда. Подъёмы делятся на категории от высшей (Hors categorie — вне категории, самые трудные) до четвёртой (наименее трудные) на основе их длины и крутизны. Чем выше категория, тем больше очков получает гонщик. Подобное деление на категории есть и в других гонках.
На Тур де Франс лидер горной классификации носит гороховую майку. Хотя эта классификация на Тур де Франс появилась в 1933 году, отличительная майка была введена лишь в 1975-м. На Джиро д'Италия и Вуэльте лидеры горной классификации носят зелёную майку.